# Aída Avella
Aída Avella, née le 23 janvier 1949 à Sogamoso, est une femme politique colombienne, ancienne conseillère de Bogota et sénatrice depuis le 20 juillet 2018.
Membre fondatrice de l'Union patriotique depuis 1985, Aída Avella est élue présidente du parti entre 1991 et 1996. En 1991, elle est élue membre de l'Assemblée constituante (es). Après deux mandats en tant que conseillère de Bogota entre 1992 et 1996, elle survit en 1996 à une tentative d'assassinat par des groupes paramilitaires.
Après cet évènement, elle s'exile en Suisse. Elle est connue comme l'une des militantes ayant survécu au génocide du parti de l'Union patriotique, grâce à son exil. En novembre 2013, après dix-sept ans d'exil, elle revient en Colombie et devient candidate à l'élection présidentielle de 2014 pour l'Union patriotique, avant finalement de devenir candidate à la vice-présidence avec Clara López.
En juin 2014, elle est à nouveau nommée présidente de l'Union patriotique. En juillet 2018, elle est élue sénatrice avec la coalition de la gauche la Liste de décence (es), et elle est réélue en juillet 2022 avec la coalition du Pacte historique.

## Biographie

### Études et parcours professionnel
À 16 ans, elle entre à l'Université nationale de Colombie, dont elle sort diplômée en pédagogie et en psychologie. Elle devient ensuite une employée au ministère de l'Éducation, et s'implique dans le syndicalisme en tant que dirigeante syndicale, contribuant à la création de la Centrale unitaire des travailleurs de Colombie.

### Parcours politique

#### Membre fondatrice de l'Union patriotique
Elle rejoint le Parti communiste colombien, puis devient l'une des membres fondatrice de l'Union patriotique en 1985, après les accords de La Uribe en mars 1984 entre Belisario Betancur Cuartas et les Forces armées révolutionnaires de Colombie. Entre 1991, elle est élue membre de l'Assemblée constituante (es) pour l'Union patriotique.
Aux élections municipales de Bogotá de 1992, elle est élue conseillère pour l'Union patriotique, étant réélue deux ans plus tard, en 1994.

#### Survivante d'un attentat et exil
Le 7 mai 1996 à Bogotá, Aída Avella est victime d'un attentat, commis par un groupe paramilitaire, le gang La Terraza, qui l'ont attaquée avec un bazooka. Finalement, Avella parvient à s'échapper et sort indemne de l'attaque, mais à la suite de cet attentat et des multiples attaques des militants de l'Union patriotique, elle choisit de s'exiler en Suisse, initialement temporairement, puis définitivement.

#### Retour en Colombie

##### Candidate à la présidentielle de 2014
À l'occasion du Ve congrès de l'Union patriotique, à Bogotá en novembre 2013, elle revient en Colombie, après dix-sept ans d'exil, et participe au congrès, elle est choisie comme candidate à l'élection présidentielle de 2014 pour l'UP, et choisit la vice-présidente du parti Jahel Quiroga comme candidate à la vice-présidence.
Quelques semaines après son retour en Colombie et l'annonce de sa candidature, elle reçoit de nombreuses menaces, par plusieurs groupes paramilitaires. Malgré plusieurs plaintes déposées et bénéficiant d'une protection de l'État colombien, son entourage subit des attaques le 23 février 2014, lorsqu'elle était en campagne électorale, par le groupe de l'Armée de libération nationale (ELN) à Tame, qui a tiré sur un véhicule dans lequel se trouvaient les gardes du corps et les conseillers personnels d'Avella, qui n'ont pas été blessés,. Le groupe paramilitaire s'est ensuite publiquement excusé pour son action.
En mars 2014, après des négociations entre le Pôle démocratique alternatif et Union patriotique, les deux partis scellent une alliance pour présenter une candidature commune à l'élection présidentielle de 2014. En conséquence, Avella retire sa candidature et devient candidate à la vice-présidence avec Clara López. À l'issue de l'élection, le duo López-Avella obtient 1 958 414 voix et se classe quatrième.

##### Présidente de l'Union patriotique
Entre 1991 et 1996, Aída Avella est élue présidente de l'Union patriotique, une fonction brutalement arrêtée par son exil en Suisse.
En juin 2014, quelques mois après son retour en Colombie, l'Union patriotique convoque une réunion nationale, composée de centaines de délégués, et choisit d'élire Aída Avella à la présidence du parti, restant constamment présidente depuis.

##### Sénatrice
Lors des élections législatives de mars 2018, Aída Avella est élue sénatrice avec 57 000 voix, soutenue par la coalition de la gauche la Liste de décence (es), regroupant le Mouvement alternatif indigène et social, Colombia Humana et l'Union patriotique.
Son élection est historique pour l'Union patriotique, puisqu'après une vingtaine d'années, le parti retrouve un siège au Congrès.